# 幼児虐殺 (プッサン)
『幼児虐殺』（ようじぎゃくさつ、仏: Le massacre des Innocents、英: The Massacre of the Innocents ）は、17世紀フランスの巨匠ニコラ・プッサンが1628年ごろ、キャンバス上に油彩で制作した絵画で、シャンティイにあるコンデ美術館に所蔵されている
。主題は『新約聖書』の「マタイによる福音書」 (2章16-18) に記述される幼児虐殺である。この絵画は、プッサンが1626-1627年に制作した『幼児虐殺』 (プティ・パレ美術館、パリ) に続く2番目の同主題作と考えられる。

## 作品
本作の注文主は、ローマの収集家ヴィンチェンツォ・ジュスティニアーニであったと思われる。おそらく、1564年に彼の子供たちがオスマントルコ帝国の捕虜になった悲劇を記念して依頼されたものである。当時プッサンはまだローマでは名が知られておらず、著名な収集家ジュスティニアーニからの受注により自身の名を広めようとしたのであろう。作品は1804年までジュスティニアーニ宮殿にあったが、その年にリュシアン・ボナパルト によって購入された。その後、何人かの所有者を経て、1854年にロンドンでアンリ・ドルレアン (オマール公) に購入され、コンデ美術館の所有となった。
「マタイによる福音書」によれば、ヘロデ王はイエス・キリストが生まれたことを知り、やがてキリストがユダヤの王になることを恐れ、「ベツレヘムとその付近の地方とにいる2歳以下の男の子をことごとく殺した。・・・叫び泣く大いなる悲しみの声がラマで聞こえた」と記述されている。この主題を描く本作は、イタリア・ルネサンスの巨匠ラファエロの原画をもとにしたマルカントニオ・ライモンディの版画『幼児虐殺』を範例としている。

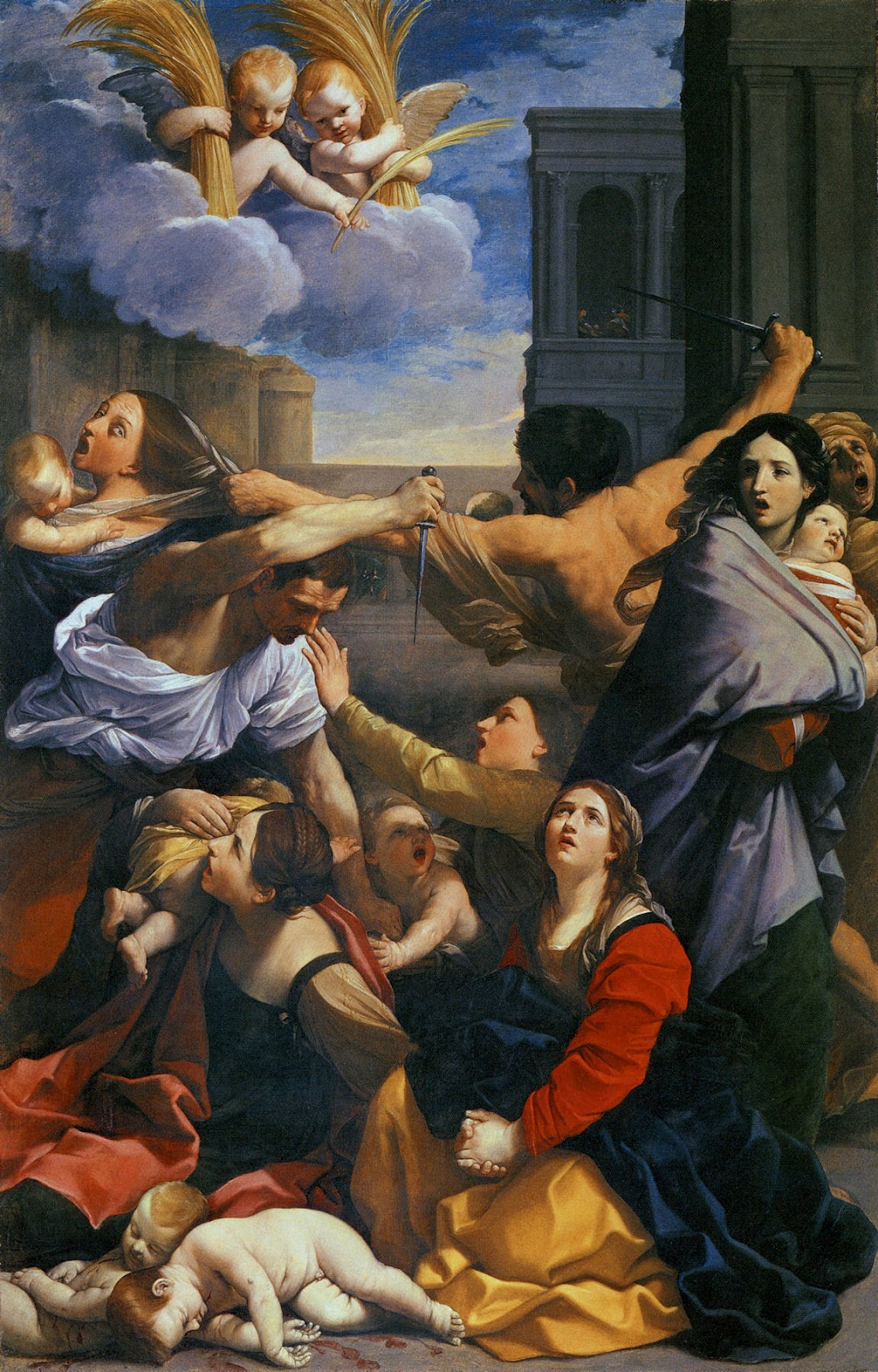
グイド・レーニ『幼児虐殺』 (1611年)、ボローニャ国立絵画館

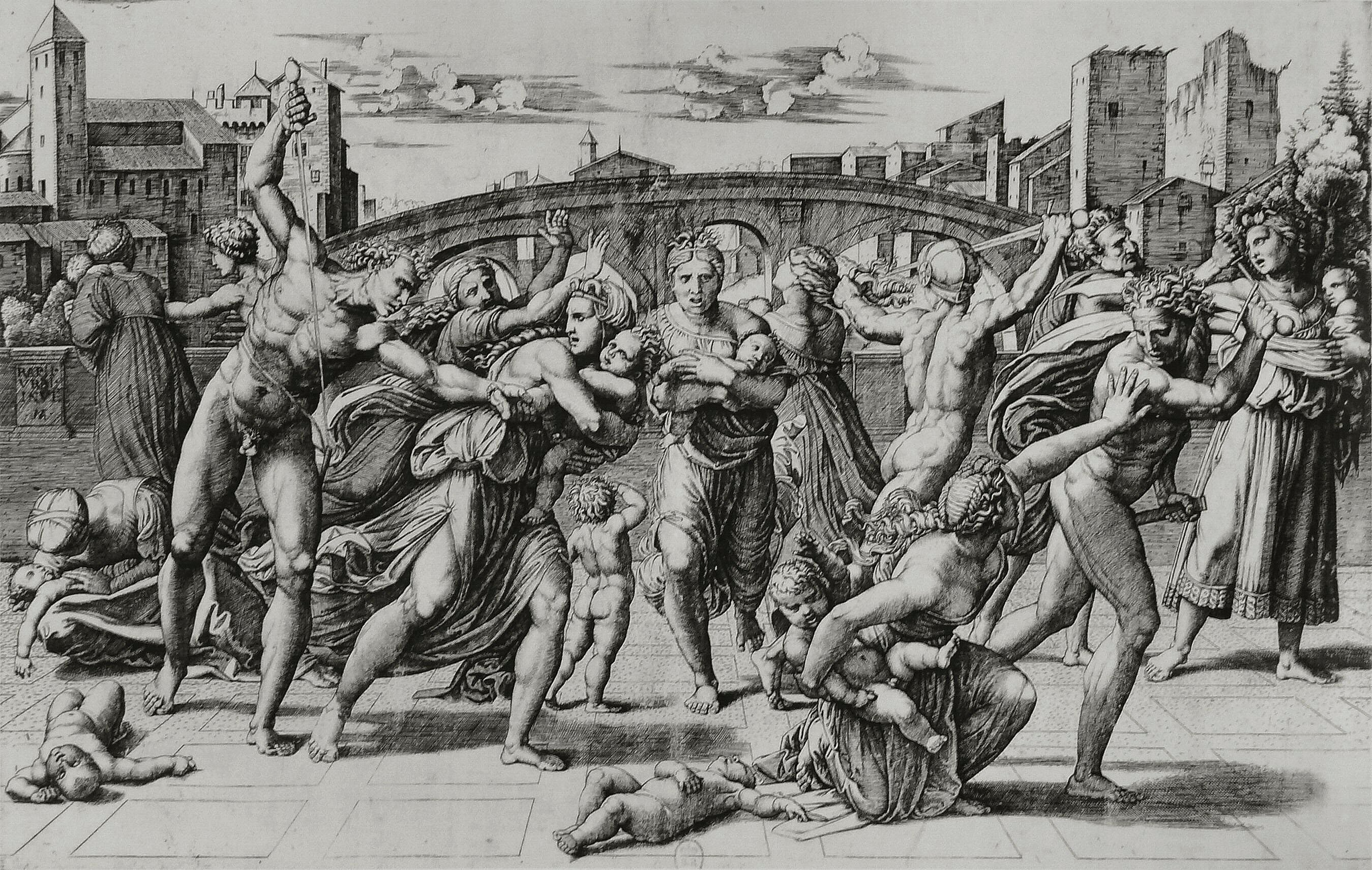
マルカントニオ・ライモンディの版画 (ラファエロの構図にもとづく)『幼児虐殺』 (1509年ごろ)

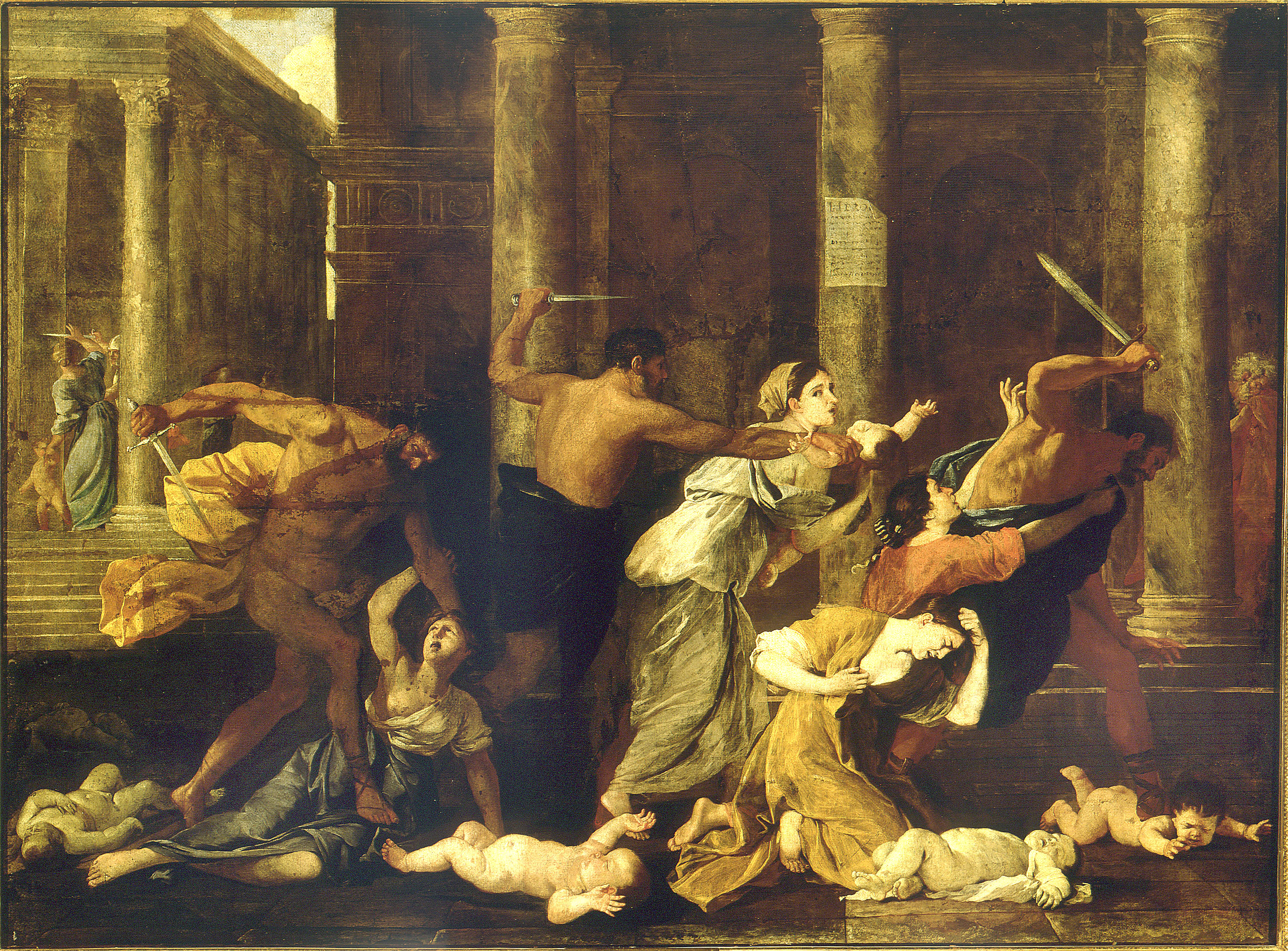
ニコラ・プッサン『幼児虐殺』 (1626-1627年)、プティ・パレ美術館、パリ

プティ・パレ美術館にあるプッサンの第1作目の『幼児虐殺』は、『サビニの女たちの掠奪』 (1633-1634年ごろ、メトロポリタン美術館、ニューヨーク) などと大して違わない騒然とした表現を持っている。それに対し、本作は、前景の人物を思い切ってクローズ・アップすることで激越な悲劇性を強調している。そして、今にも殺されようとしている赤子にハイライトを当て、イタリアのバロック絵画の巨匠カラヴァッジョ的な演出が意識されている。
プッサンはボローニャの国立絵画館にあるグイド・レーニの同主題の作品に対抗しているが、グイド・レーニの作品に描かれている多数の人物を前景では主要3人に絞り、それによって非常に劇的な力強さを生み出している。絶望した母親の顔は、芝居の仮面のように恐怖に凍りついている。彼女の白い腕は、哀願するかのように、また咎めるかのように差し伸べられている。なお、後方には、死んだわが子を抱いて、天を仰ぎながら立ち去っていく母親がいるが、彼女の右手の身振りは古代ローマのレリーフから採られたものである。
作品の背景にはコリント式の柱頭やオベリスクが見られるヘロデ王の宮殿があるが、その宮殿は前景と平行に描かれている。中景と遠景にはやはり前景に平行に人物が描かれているが、それらの人物も床による線遠近法とともに前景、中景、遠景の奥行きを示し、幾何学的な計算がうかがえる。人物の動きに満ちたポーズにはバロック的な造形が見られるが、こうした構図的な配慮にはプッサンらしい秩序への指向が現れており、本作には画家の後期のより古典主義的な作風への過度的性格が読み取れる。